# Chiesa di San Zeno in Santa Maria Assunta
La chiesa di San Zeno in Santa Maria Assunta, detta anche chiesa di Santa Maria Assunta, è la parrocchiale di Cerea, in provincia e diocesi di Verona; fa parte del vicariato di Bovolone-Cerea.

## Storia
Nel XII secolo a Cerea sorse una cappella dedicata alla Beata Vergine Maria, che era filiale della pieve di San Zeno.
Nel Quattrocento la parrocchialità venne trasferita dalla pieve alla chiesa di Santa Maria in paese pro commoditate hominum, come testimoniato dalla relazione della visita dell'11 ottobre del 1460 del vescovo di Tripoli Matteo, che era anche luogotenente del vescovo di Verona Ermolao Barbaro il Vecchio.
Il 17 gennaio del 1717 la chiesa crollò, lasciando però intatto il campanile.
La prima pietra dell'attuale parrocchiale fu posta nel 1730; il nuovo edificio, progettato dal veronese Alessandro Pompei e costruito dal capomastro Bernardo Avogadri venne portato a compimento nel 1750 e consacrato l'11 agosto del medesimo anno.
Tra il 1785 e il 1786 fu posato il nuovo pavimento del coro e del presbiterio; l'interno della chiesa fu oggetto di un importante rifacimento condotto su progetto di don Angelo Gottardi che ne cambiò radicalmente aspetto.
Nel 2005 il campanile venne ristrutturato e tra il 2013 ed il 2014 il tetto fu restaurato.

## Descrizione

### Esterno
La facciata, che guarda a ponente, è a capanna e si presenta in stile barocco; è tripartita da quattro paraste poggianti su dei basamenti e sorreggenti il timpano triangolare in aggetto, ai cui lati vi sono due pinnacoli, mentre sul suo colmo una croce di ferro. Presenta due nicchie ospitanti due statue raffiguranti la Vergine Maria e San Zeno Vescovo e sopra il portale un orologio.

### Interno
L'interno è ad un'unica navata sulla quale si affacciano sei cappellette laterali nelle quali son inseriti gli altari di Santa Lucia, della Madonna del Rosario, della Beata Vergine dello Spasimo, delle Quarantore, di San Rocco e del Corpus Domini; l'aula termina con il presbiterio rialzato di tre gradini e a sua volta chiuso dal coro piatto.
L'opera di maggior pregio qui conservata è la pala raffigurante la Vergine Immacolata assieme a san Zeno di Verona.